# Todos vuelven
«Todos vuelven» es un vals peruano escrito en la década de 1930 por el periodista César Miró. La música fue compuesta por Alcides Carreño. Fue grabada por primera vez en 1945 por Los chalanes del Perú.
La canción es su composición más popular y es considerada un himno para los emigrantes peruanos y latinoamericanos. Ha sido interpretada por destacados artistas peruanos, como Jesús Vásquez, y ha sido incluida dentro del repertorio musical de cantantes internacionales, como Rubén Blades.